# Renault FT
De Renault FT (vaak foutief aangeduid als de FT 17) is een lichte Franse tank uit de Eerste Wereldoorlog die ook is gebruikt tot na de Tweede Wereldoorlog.

## Ontwikkelingsgeschiedenis en beschrijving
Het toeval speelde bij het tot stand komen van de derde Franse tank zo mogelijk nog een grotere rol dan bij de twee eerste tanks, de Schneider en de Saint-Chamond.
In het lemma over de Schneider kunnen we lezen hoe kolonel Jean Baptiste Eugène Estienne (1860-1936) op 20 december 1915 met ingenieur Brillié van Schneider contact opnam om te informeren hoe snel de productie van een nieuwe tank zou kunnen beginnen. Toen al moet hij de nodige twijfel gevoeld hebben over de capaciteiten van ieder voertuig gebaseerd op de Holt tractor, want op diezelfde dag had hij eerst een voorstel gedaan aan Louis Renault voor de ontwikkeling van een heel nieuw model. Hij toont daarmee het diepe en juiste inzicht dat massaproductie van tanks bij de auto-industrie in de beste handen is, iets wat Engeland en Duitsland ten tijde van de Tweede Wereldoorlog nóg niet begrepen hebben. Renault wijst dit aanbod echter af. Hij heeft het al te druk. Toch blijft de gedachte hem in het hoofd hangen en brengt hem weldra op andere ideeën.
Eerst gaan Renault en zijn hoofdontwerper, Serre, op 20 mei 1916 eens kijken bij het legeratelier waar de prototypes worden begeleid. Negen dagen later wonen ze rijdemonstraties van het chassis bij. De heren zijn niet bepaald onder de indruk van het hun getoonde. Het zal niet moeilijk zijn iets te bedenken wat dit broddelwerk verre in kwaliteit overtreft. Serre geeft ontwerper Rodolphe Ernst-Metzmaier de opdracht met een radicaal nieuw concept op de proppen te komen.
De publicist Zaloga begint zijn boekje over de FT met de zin: The Renault FT was the world's first modern tank. Deze stelling lijkt wat boud als we bedenken dat de FT dus al in ontwikkeling was voordat de eerste tanks ook maar op het slagveld waren verschenen. Toch luidt de FT het einde in van de oertijd van de tankevolutie. We nemen nu afscheid van de box tank, die alleen ontstaan was uit denkluiheid.

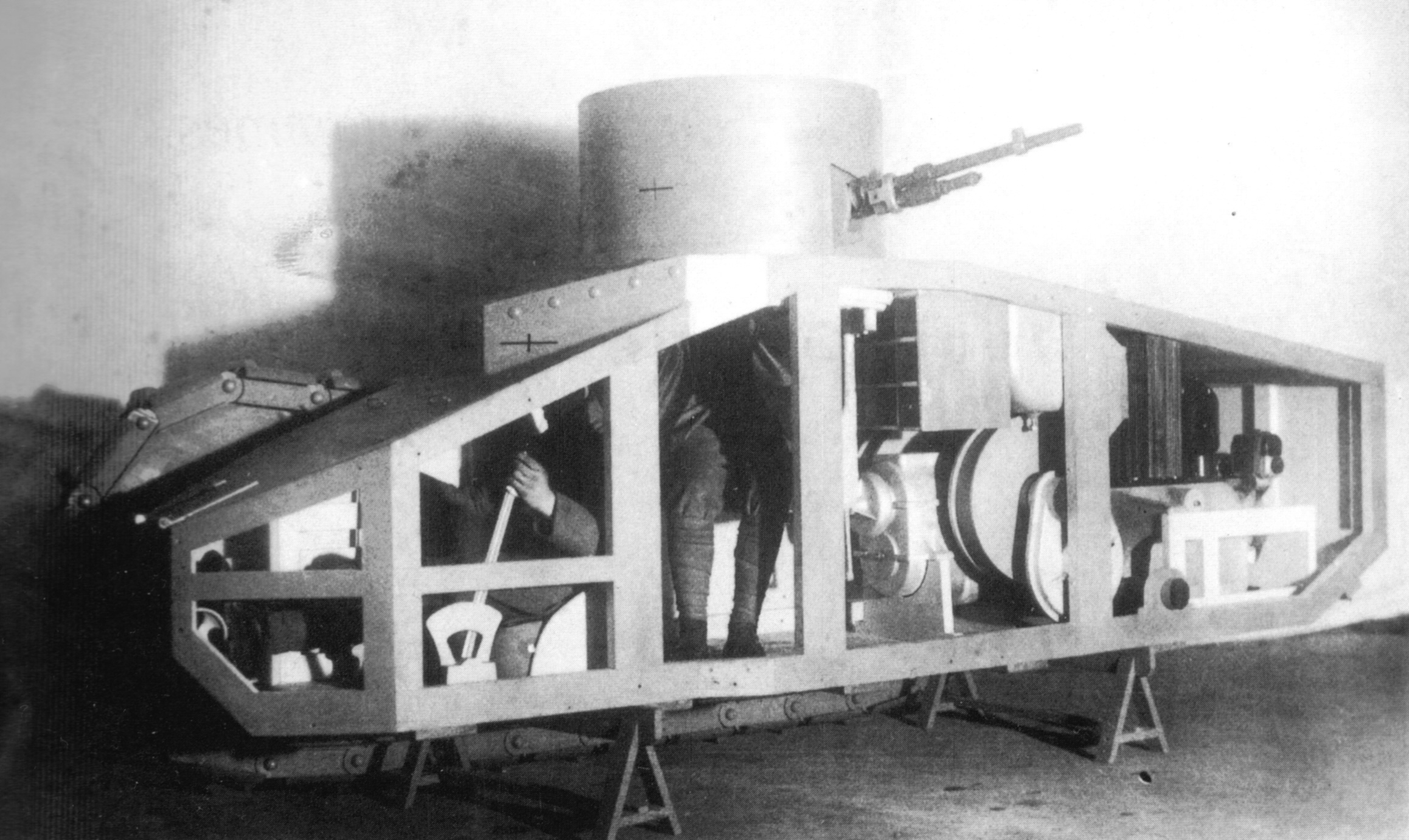
De eerste houten maquette naar het ontwerp van Ernst-Metzmaier van de FT uit 1916

Ernst-Metzmaier herdenkt het hele begrip "tank". Daarbij laat hij zich niet meer beperken door de eigenschappen van een al bestaand tractorchassis. Het enige gegeven is dat de tank zo licht mogelijk moet zijn, want Renault wil niet al te veel investeren. Hoe de tank eruit komt te zien kan beschreven worden als een serie antwoorden op basisvragen die de tank als het ware terugbrengen tot zijn essentie.
Hoeveel manschappen heeft een tank minimaal nodig? Twee, want één man kan niet naar voldoening zowel de tank besturen als de bewapening bedienen.
Hoe moeten die manschappen ten opzichte van elkaar geplaatst worden? Achter elkaar. Dit maakt de tank smaller en dus minder kwetsbaar en geeft beiden een gelijkwaardige positie ten opzichte van de bewegingsas.
Wie zal dan de voorste en wie de achterste zijn? De chauffeur moet voor zitten zodat hij een vrij uitzicht heeft op de weg.
Hoe zal de bewapening geplaatst worden? In een bovengeplaatste koepel zodat de schutter rondom een vrij schootsveld heeft. Hij heeft dan voldoende ruimte zich op te richten.

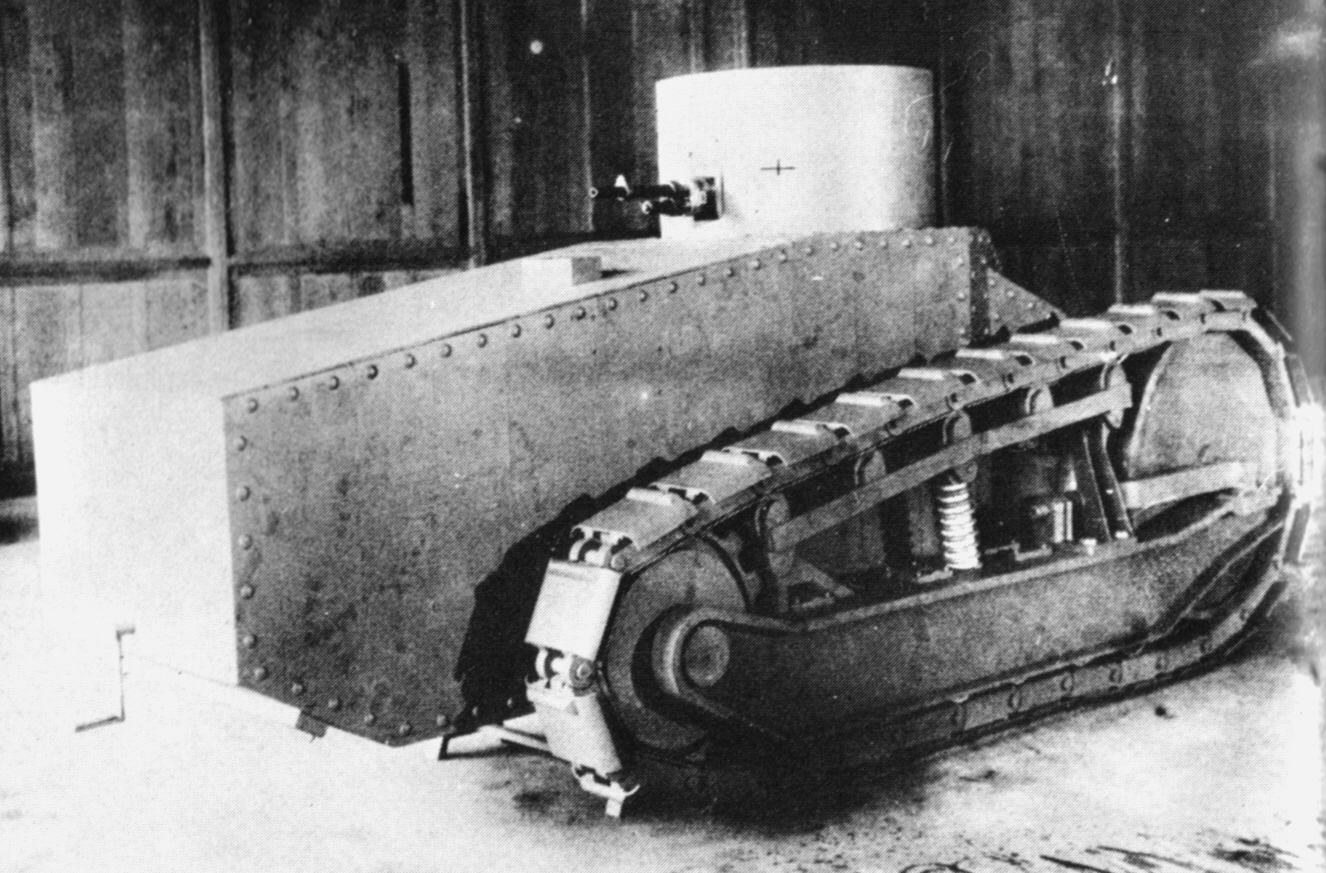
De eerste maquette in dichte vorm

Waaruit bestaat die bewapening minimaal? Uit een 8 mm mitrailleuse. Die volstaat voor de vernietiging van de meeste doelen met uitzondering van zware kazematten. Duitsland is niet in staat zelf in groten getale tanks te produceren.
Waar moet de motor zich bevinden? Achter de ruimte met de schutter. Dat houdt de tank smal, verlegt het zwaartepunt naar achteren zodat hindernissen makkelijker overwonnen kunnen worden en maakt de motor eenvoudiger te koelen en repareren.
Hoe moet de vorm van het loopwerk zijn? Van voren sterk oplopend zodat het klimvermogen vergroot wordt. Een enorm houten klimwiel is een eenvoudige en lichte manier om dit te bereiken.
Moet het voertuig rupsbanden hebben? Jazeker: hoewel dit de prijs verhoogt, is het de enige manier om op het slagveld vooruit te komen. Daarbij zou een echte pantserwagen veel hoger worden en navenant kwetsbaarder.
Welke vorm moet de romp hebben? De pantsering aan de voorkant moet zich aanpassen aan de chauffeur en dus een punt vormen waar zijn onderlichaam in past. De pantserplaten boven zijn benen moeten meteen een dubbel toegangsluik zijn. Thomé kan dergelijk ingewikkelde structuren perfect in staal gieten. Ook de pantserplaten boven de motor moeten ter gewichtsbesparing afgeschuind zijn.
En welke vorm de koepel? De toren van de tank moet de vorm hebben van een lage afgeknotte kegel, waarbij het dak wat naar achteren oploopt en een integraal observatiekoepeltje draagt. Opnieuw een mooi werkje voor Thomé.
Hoe hoog valt het gewicht dan uit? Verbluffend genoeg kan dat zo binnen de vijf ton gehouden worden, zelfs bij toepassing van pantserplaten van 22 mm, die de tank tot de best beschermde operationele Franse tank van de Eerste Wereldoorlog zullen maken. Zelfs met een motor van een luttele 18 pk kan nog stapvoets gereden worden. Dit alles toont het fundamentele succes van het ontwerp als geheel aan. De geringe omvang maakt hem uitermate geschikt voor massaproductie.

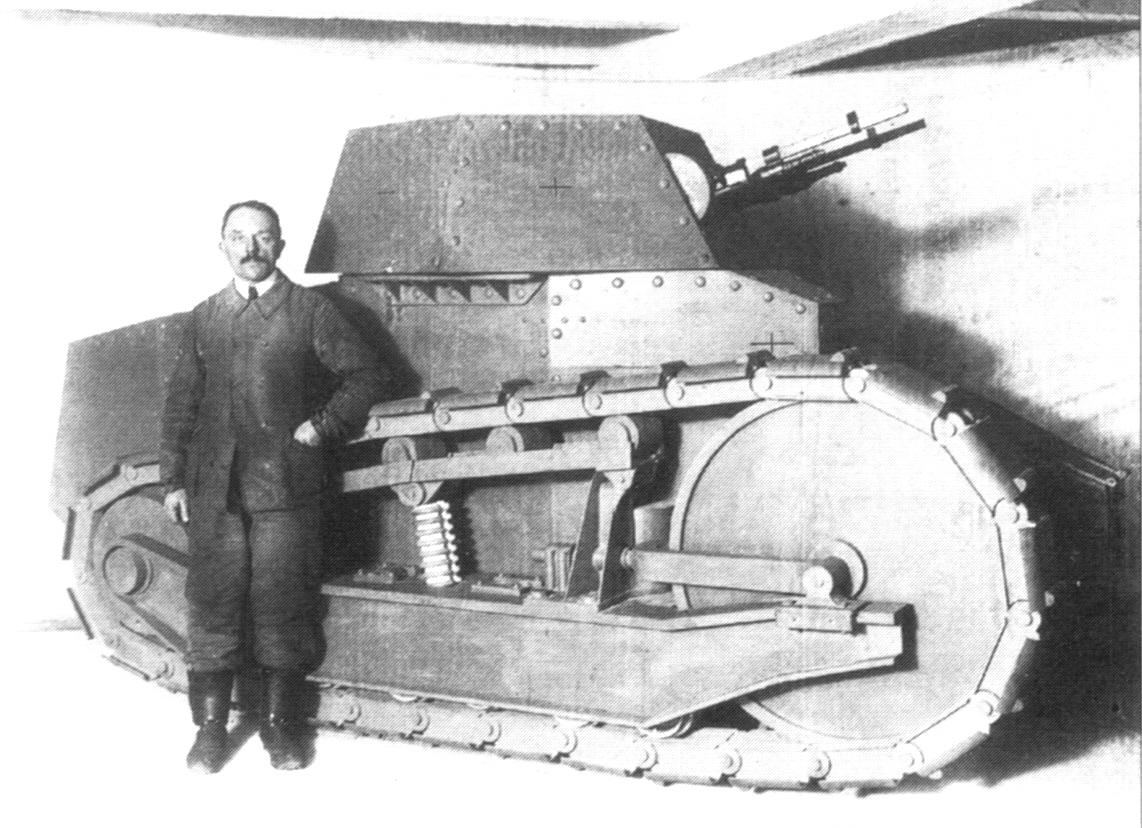
De tweede maquette van de FT in december 1916

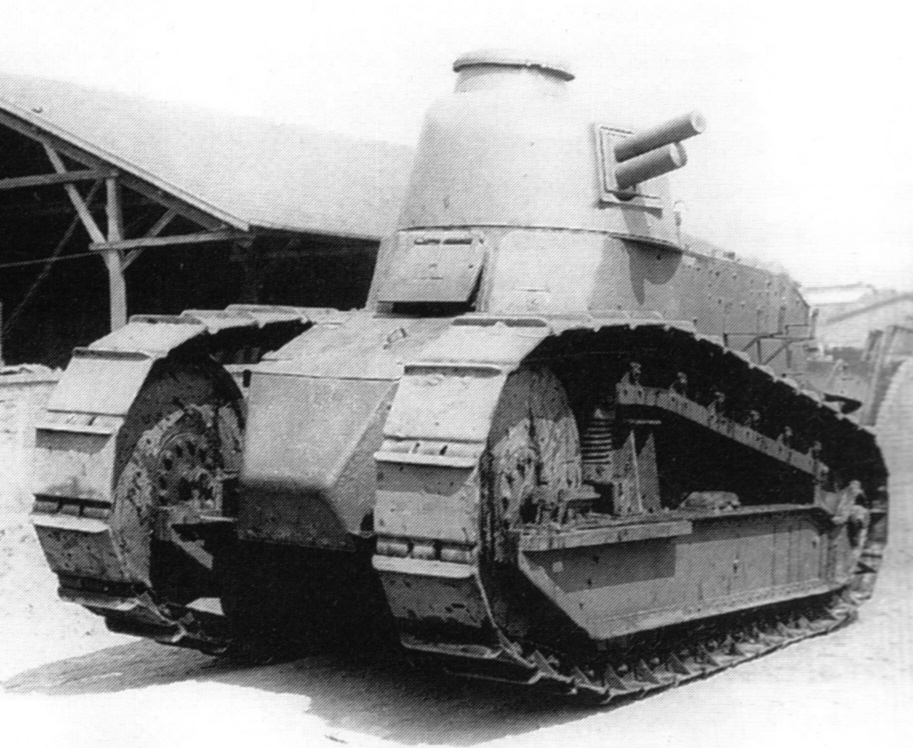
Het prototype van de FT, nog met een gietstalen neus; het kanon is een houten dummy. In de loop van de productie zouden alle gietstalen onderdelen, ook de toren, door goedkopere vervangen worden

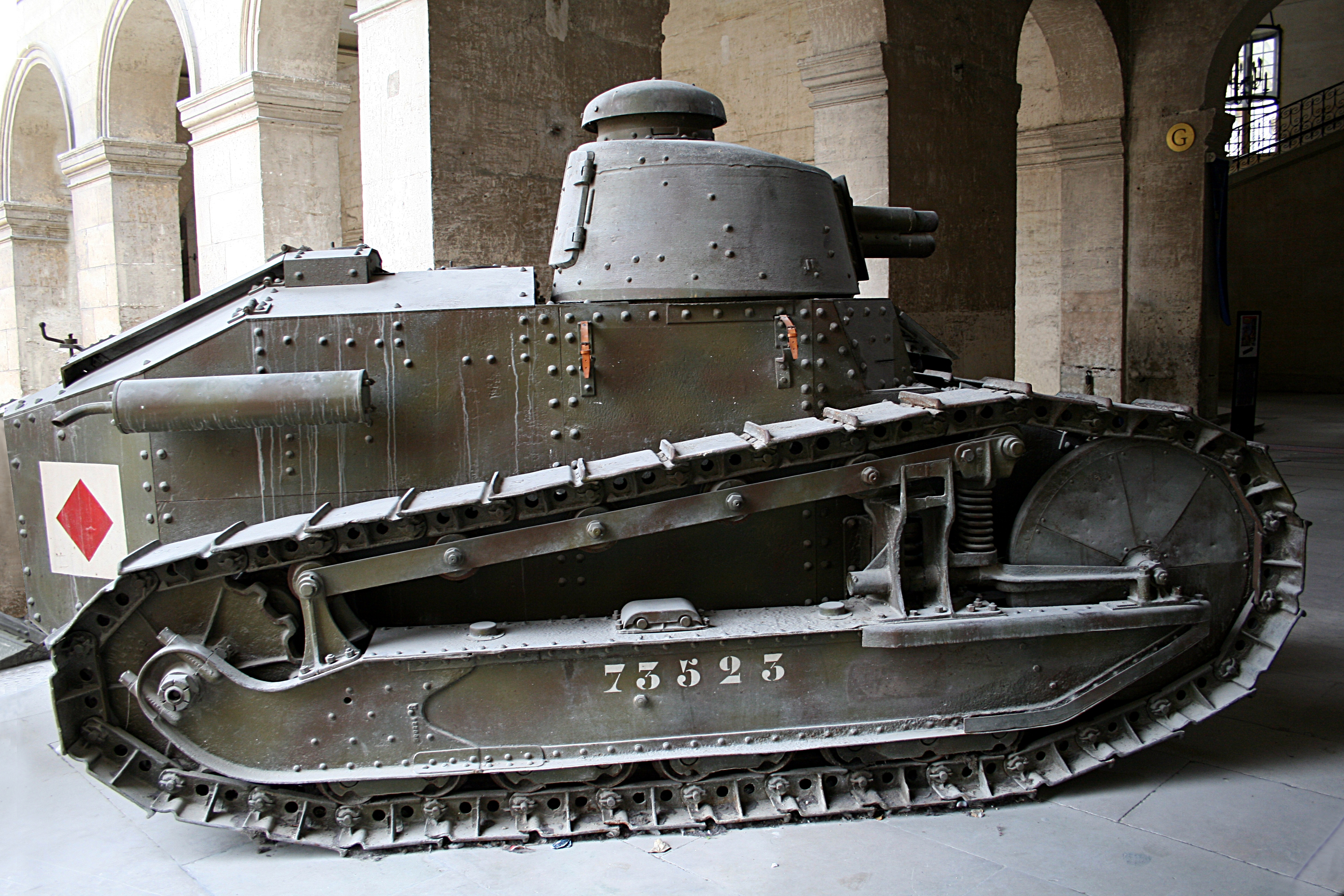
FT met korte kanon van 37 mm halfautomaat in het Musée de l'Armée in het Hôtel des Invalides te Parijs.

Al deze kenmerken lijken tegenwoordig voor de hand te liggen. Wat is er natuurlijker dan dat de chauffeur voorin zit, de motor achterin en de gevechtsruimte met koepel in het midden? Tegenwoordig heeft 99% van de bestaande tanks deze indeling. Om te begrijpen dat dit allerminst vanzelf spreekt, volstaat een enkele blik op de eerste tank: de Britse Mark I. Daar zit de chauffeur bovenop, de motor onderop en de kanonnen aan de zijkant. En dáárom is de FT in zekere zin inderdaad de eerste moderne tank.
De eerste stap is gezet. Nu is het tijd voor de tweede stap: het veiligstellen van een productieorder. Een toevallige ontmoeting op 16 juli 1916 lijkt daarvoor een mooi opstapje. Renault loopt in de gangen van het Onderstaatssecretariaat van de Artillerie tegen Estienne aan. "Die tank van U, die ga ik voor U bouwen!". Estienne kijkt gepijnigd. Hij kan Renault niet helpen want hij is op dat moment tegen zijn zin ingezet als Hoofd Rekrutering en Opleiding. De heren hebben een lang en diep gesprek maar komen tot de conclusie dat de tijd om tot actie over te gaan nog niet aangebroken is.
Alles verandert op 15 september 1916. De Britten zetten als eerste tanks in en die brengen het Britse volk tot algehele euforie. Zal Frankrijk de mindere zijn van Engeland? Het overleven van de regering eist de zo spoedig mogelijke formatie en inzet van pantsertroepen. Op 30 september wordt Estienne, vanaf 17 oktober brigadegeneraal, geïnstalleerd als commandant van het nieuwe wapen. Renault begrijpt dat de tijd nu wel rijp is. Hij laat die maand een eerste houten maquette op ware grootte aan Estienne zien. Die is zeer tevreden, maar stuit op de tegenwerking van generaal Mouret, dan hoofd motorisering. Die vreest dat dit nieuwe project zijn eigen zeer ambitieuze plannen voor superzware tanks voor de voeten gaat lopen. Op 27 november besluit Estienne dat zijn geduld op is, en richt zich direct tot opperbevelhebber Joffre, die drie dagen later een gunstig advies stuurt aan de Minister van Wapenproductie, Albert Thomas (1878-1932). Thomas voelt zich hierdoor overvallen, want hij heeft bijna alle beschikbare productiemiddelen al toegezegd aan Mouret. Toch durft hij ook Joffre niet voor het hoofd te stoten en keurt op 12 december voorlopig de bouw van één prototype goed, onder de benaming: Tracteur à chenilles, type Louis Renault - Projet numéro II.
Renault kan eindelijk zijn voorstel aan Thomé doen en hoewel die het opzetje begrijpt, is het aanbod te aantrekkelijk om te weigeren. Renault heeft zijn karakter goed begrepen. Op 30 december 1916 toont Renault een tweede maquette, die overigens niet met gebogen gedeeltes overeenkomend met gietstaalelementen, is uitgerust aan het Comité Consultatif de l'Artillerie d'Assaut. Mouret zelf heeft hierin zitting en hij probeert de nadelen van de tank te beklemtonen. Ligt het zwaartepunt niet te veel naar achteren? Het ding is meer een elegante sportwagen dan een echt wapen! Toch besluit men met zeven tegen drie tot een productieorder van 100 stuks. Op 22 februari 1917 wordt die order verhoogd tot 150 exemplaren. Het prototype, op 12 december al lang in ontwikkeling, is eind januari rijklaar en wordt, na inleidende testen door de troepen in Champlieu, op 9 april voor officiële beoordeling aan het leger overgedragen.

## Massaproductie

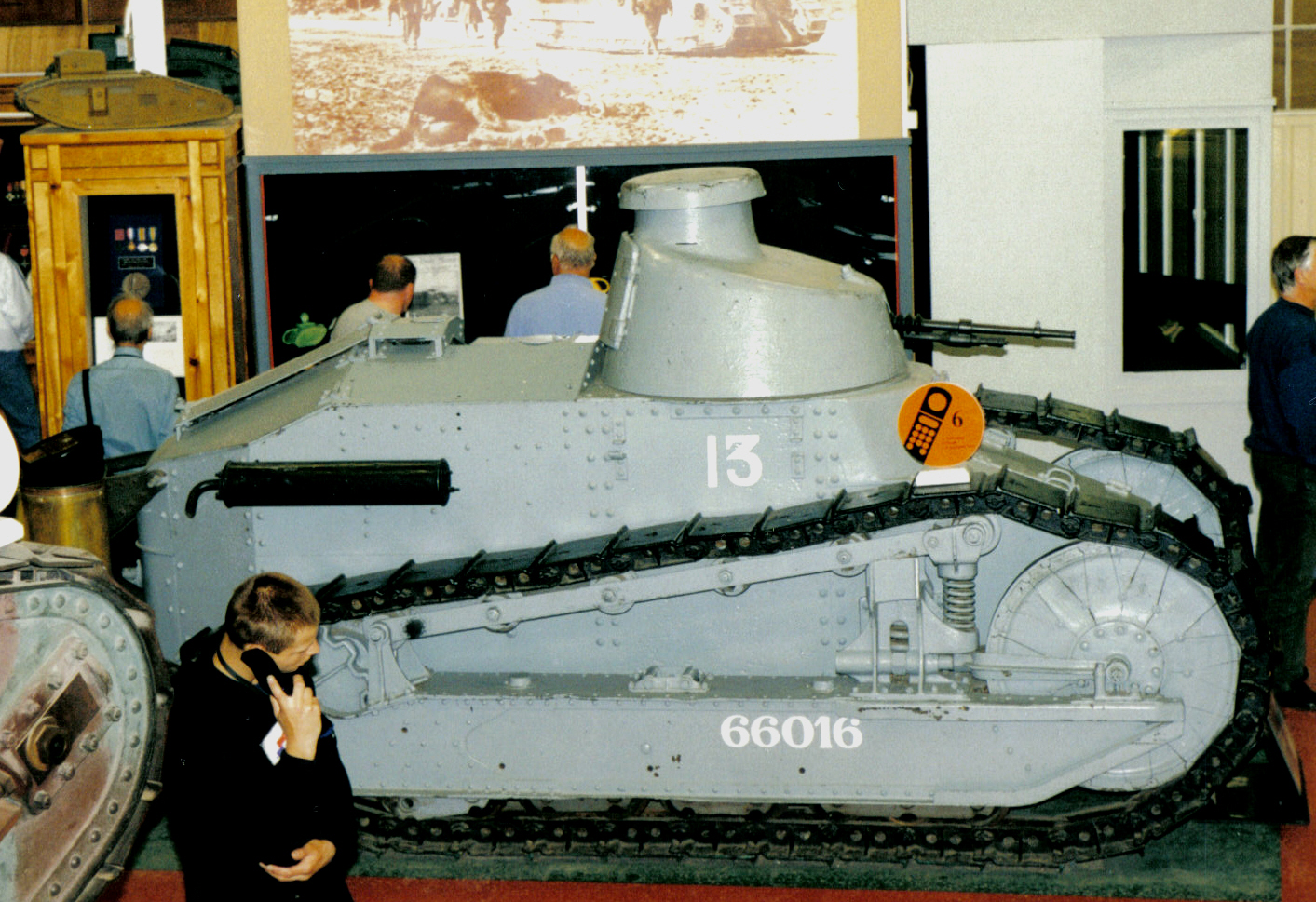
Een FT in het Bovington Tank Museum, achteraf gecombineerd met een vroege gegoten weekstalen toren waarvan er 29 gemaakt zijn voor oefendoeleinden

De volgende dag besluit het Raadgevend Comité voor de Stormartillerie de productieorder te verhogen tot 1150 stuks. De nieuwe opperbevelhebber, generaal Robert Nivelle, ondersteunt dit plan. Maar als diens voorjaarsoffensief, ondanks de eerste Franse inzet van (Schneider)tanks op 16 april, jammerlijk mislukt, schort Albert Thomas op 29 april het plan weer op, als voorwendsel een rapport van commandant d'Alincourt gebruikend, dat stelde dat de schutter al na 20 seconden vuren door de cordietdampen bedwelmd zou raken. Estienne en Renault zijn ten einde raad. Als Thomas op bezoek gaat in Rusland om de nieuwe revolutionaire regering van Kerenski in de oorlog te houden, maken ze van zijn afwezigheid misbruik om Mouret, die nu zelf bang is dat dadelijk geen enkele nieuwe tank meer geproduceerd kan worden, zo gek te krijgen die opschorting weer te herroepen. En dan blijkt de mislukking van het nu beruchte Nivelleoffensief ook gunstige gevolgen te hebben voor de FT.
Op 3 mei 1917 slaat het Franse leger aan het muiten. Een van de maatregelen om de woedende troepen te kalmeren, is de benoeming op 15 mei van de populaire generaal Philippe Pétain tot nóg nieuwere opperbevelhebber. Hij en Estienne zijn dikke vrienden. Pétains motto luidt: J'attends les Américains et les chars. Twee voorwaarden zijn er dus voor een nieuw groot offensief: dat de troepensterkte weer is opgebouwd door een vloed aan verse Amerikaanse soldaten; en dat er een overweldigend groot pantserleger is geschapen. De kwantiteit van de productie wordt zo tot een wapen op zich. Estienne levert er ook de passende tactische doctrine bij: de leer van de "zwerm", de massa aan kleine voertuigen die samen alle weerstand kunnen overwinnen. Bij moderne tactici is die methode weer helemaal in de mode. Plus ça change...

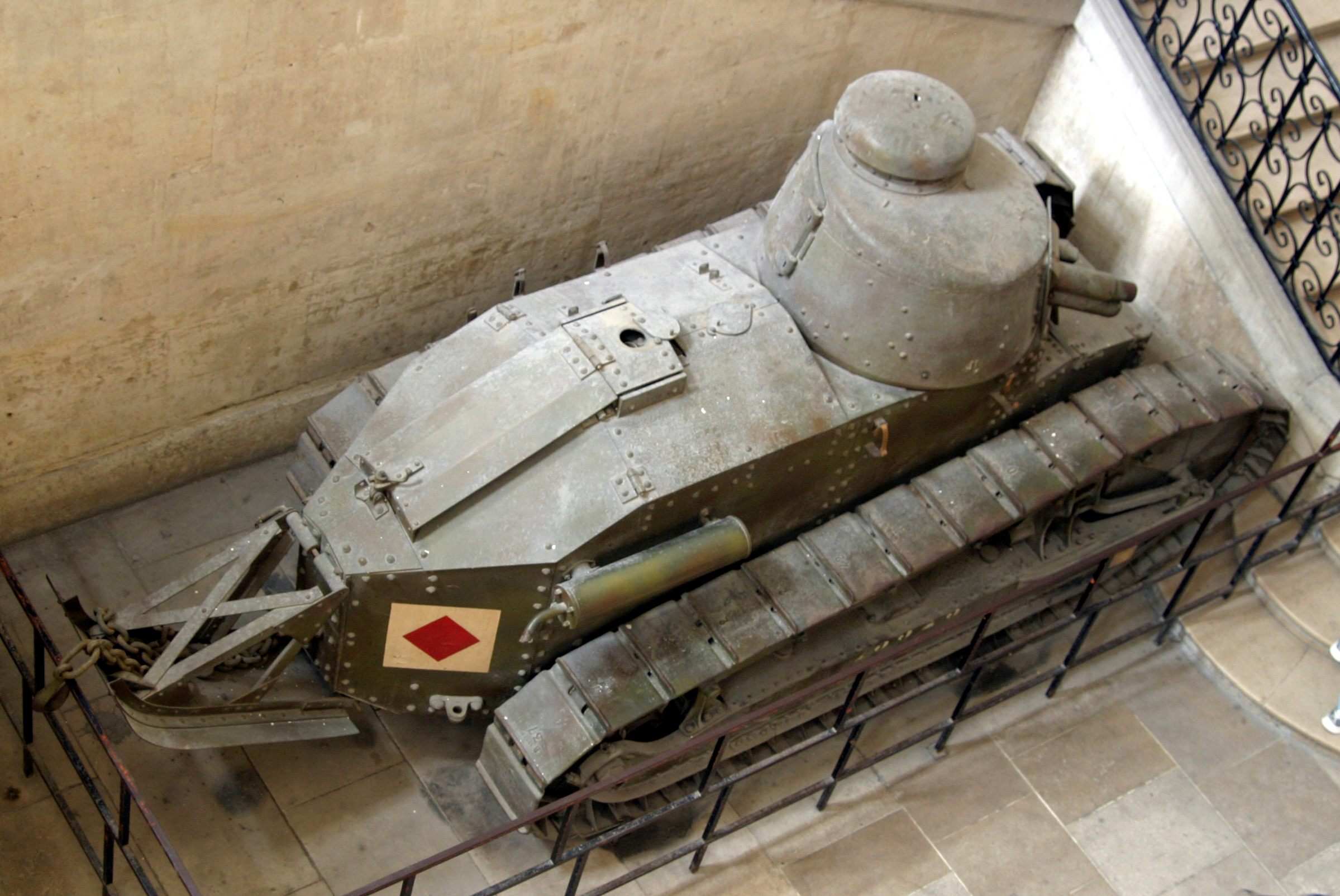
FT in het Musée de l'Armée in het Hôtel des Invalides te Parijs. Dit voertuig heeft de SOMUA Omnibus-toren van gebogen staal

Aangezien Mourrets superzware tanks nog even op zich zullen laten wachten - de Char 2C wordt pas na de oorlog in dienst genomen - is er maar één tank die op tijd in voldoende aantal kan worden geproduceerd: de Automitrailleuse à chenilles Renault FT modèle 1917. Die officiële benaming vraagt om uitleg. Een automitrailleuse is wat wij een pantserwagen noemen, dus een voertuig dat per definitie géén rupsbanden heeft. Om daar dan de kwalificatie à chenilles aan toe te voegen, lijkt dus te leiden tot een contradictio in terminis. Het woordgebruik was toen echter nog niet zo vast als tegenwoordig, en de benaming char had nog geen algemene ingang gevonden. De letters "FT" heeft men later wel willen duiden als Faible Tonnage of, nog fantasierijker, Franchisseur des Tranchées (loopgraafoverschrijder). In werkelijkheid werden alle prototypes bij Renault met een lettercombinatie aangeduid en was toevallig FT aan de beurt; evenzo betekent de CA bij de Schneider CA1 eigenlijk géén Char d'Assaut - hoewel men dat al in 1917 niet meer wist. Een laatste mythe die ontzenuwd moet worden, is het verhaal dat latere versies met kanon FT 18 genoemd werden.
Op den duur leidt de gerichtheid op de pure kwantiteit tot een explosie van de productieorders. Frankrijk en Engeland raken verzeild in een wedloop om de hoogste streefdoelen. De Britten plannen een voorlopig totaal van 8000 voor hun nieuwe Mark VIII Liberty-tank, een aantal dat slechts bereikt kan worden met Amerikaanse hulp. Frankrijk zal daarvoor niet onderdoen. Op 1 december 1917 ligt het doel al op 4000; in oktober 1918 op 7820 - en dat voor Frankrijk alleen; ook in de Verenigde Staten gaat de productie van de FT namelijk opgestart worden, met een voorlopig aantal van 1200, later verhoogd tot 4440.
Zo'n grote productie kan alleen gehaald worden door zich volledig op de lichte tank te concentreren. De levering van de Schneider en Saint-Chamond loopt in 1918 toch al op zijn eind. Maar het Franse leger kan niet met lichte tanks alleen vechten. Ten dele wordt dit opgevangen door 76 Britse Mark V tanks aan te schaffen. Toch ontkomt men er niet aan het ideaal van een pure lichte tank te verlaten om van de FT beter bewapende versies te maken.

## Versies

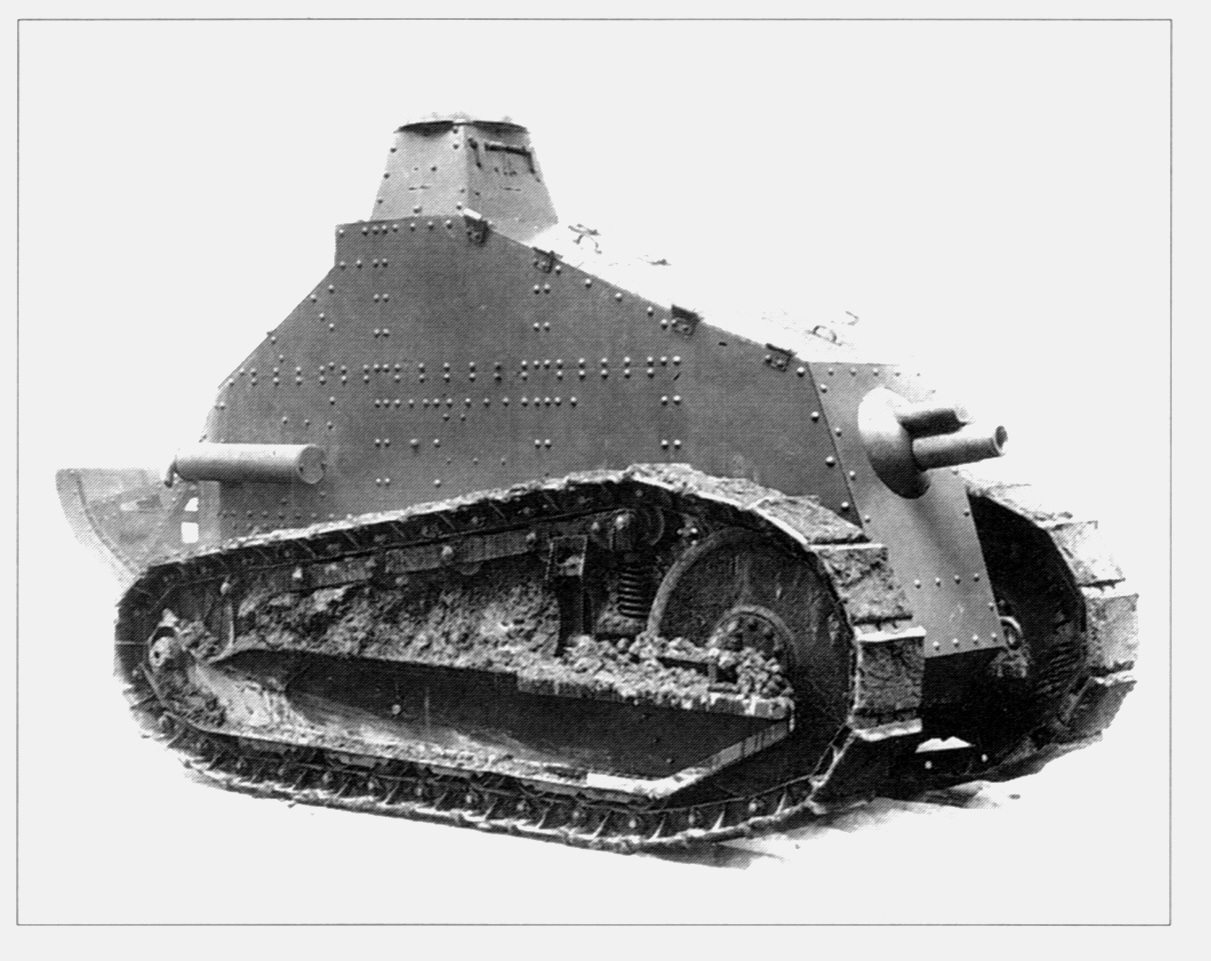
Het prototype van de FT BS75; het productietype zou hier sterk van verschillen

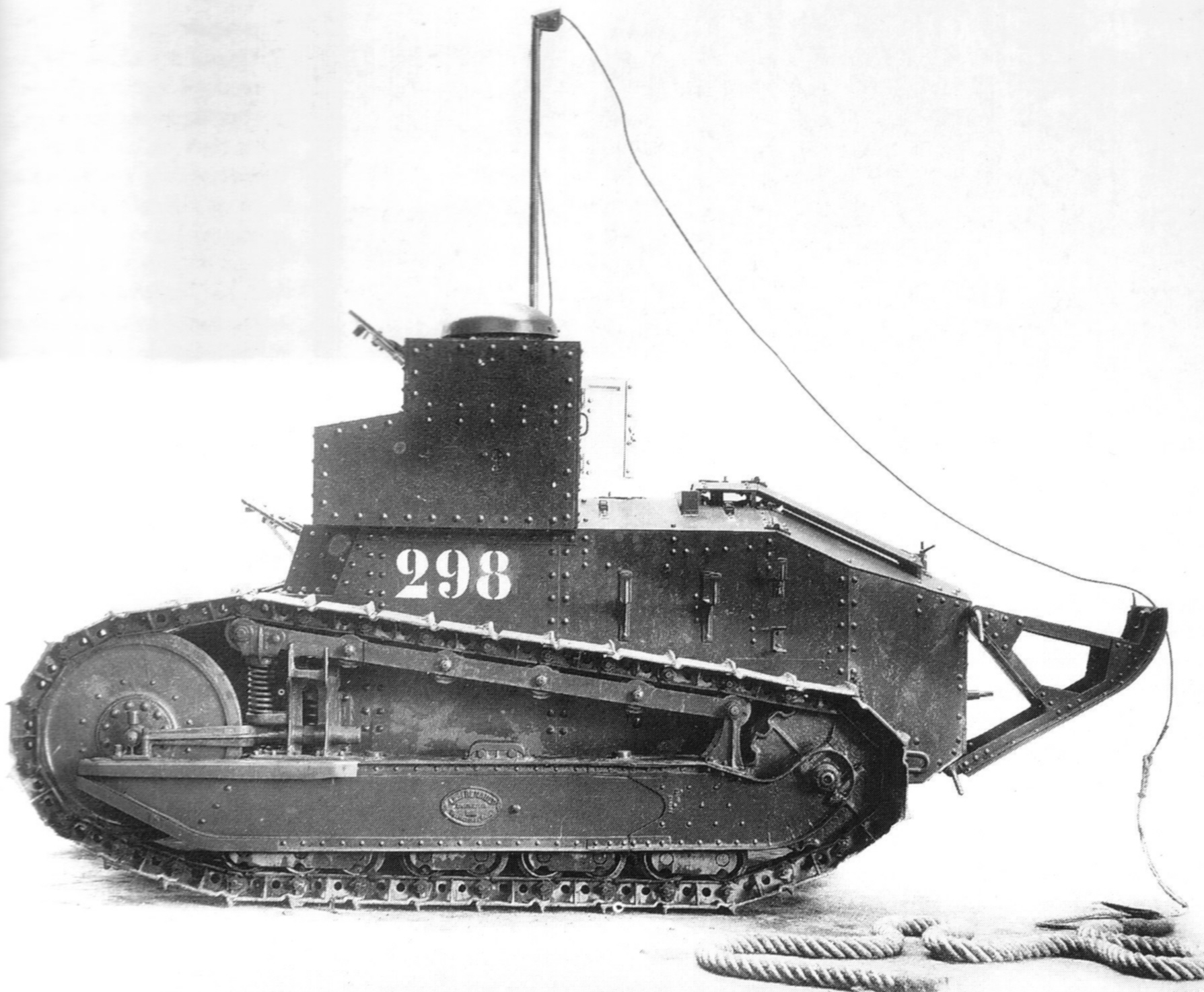
Het eerste productievoertuig van de TSF, getoond met opgerichte zendmast

De Franse bestellingen worden ruwweg in vijf parten verdeeld:
- char mitrailleur: dit is de oorspronkelijke versie. De naam is niet, zoals het Nederlandse (in België weten ze beter) gebruik zou doen vermoeden, direct afgeleid van een "mitrailleur" als wapen, want zo'n ding heet in goed Frans een mitrailleuse; de term duidt dus aan dat de tank zelf als schutter verbeeld wordt. Deze versie had in het begin een ronde volledig gegoten koepel, bij de eerste 29 trainingsexemplaren van weekijzer. Het productiemodel wordt voorzien van een sterkere 35 pk motor en haalt zo 7,5 km/u.
- char à canon 37: al op 10 april werd, op voorstel van commandant Garnier van het Atelier de Puteaux, besloten een aangepaste versie van het Puteaux SA-18 37 mm kanon te installeren. Hiervoor wordt in juli 1917 een geheel nieuwe achthoekige koepel ontworpen, die naar keuze van mitrailleuse of kanon kan worden voorzien (maar dus niet van beide tegelijk) en dus de naam "omnibus-koepel" krijgt. Het gewicht stijgt tot tegen de zeven ton. Uiteindelijk wordt er een derde ronde (omnibus)koepel van gebogen plaatstaal geïntroduceerd. Ongeveer de helft van de geproduceerde exemplaren draagt het kanonnetje; om deze tanks weer te begeleiden blijft in theorie een kwart van de productie voor de versie met mitrailleuse.
- char à canon 75: deze versie wordt ook wel Renault FT BS75 genoemd, want hij is uitgerust met dezelfde Blockhaus Schneider 75 mm petarde als de Schneider. Een eerste prototype heeft het kanon ook nog in de romp zitten; de productieversie gebruikt een verhoogde achthoekige "koepel", die in werkelijkheid een onbeweegbare kazemat is. Een vijfde van de productiecapaciteit is voor deze versie bestemd, met een voorlopige bestelling van 450 stuks op 24 januari 1918, maar van slechts 39 kan vastgesteld worden dat ze ook echt geproduceerd zijn.
- char signal: het Franse leger is het gebruik van postduiven al snel beu. Vandaar dat er 300 speciale radiotanks worden besteld. Ook wel Renault TSF (télégraphie sans fil) genoemd. De koepel heeft plaats moeten maken voor een lompe rechthoekige kazemat voor de seiner. Het prototype is klaar op 10 december 1917. Minstens 188 zijn er daadwerkelijk geproduceerd.
- chars divers: een capaciteit van 370 stuks wordt vooraf gereserveerd voor allerlei mogelijke projecten: zoeklichttank, ballonsleeptank, mijnenruimer etc.

Op 6 april 1917 verklaarde de Verenigde Staten de oorlog aan Duitsland. Het Amerikaanse leger was verre van voorbereid en had geen tanks. Vier Renault FT tanks werden aangeschaft en de eerste tank kwam op 1 december 1917 aan. Omwille van de snelheid maakte het Amerikaanse leger een exacte kopie al werd een andere benzinemotor gemonteerd. De eerste versie kreeg een viercilinder motor van Buda, type H.U. van 32 pk, maar een exemplaar (Mark II) kreeg een zescilinder benzinemotor met een vermogen van 60 pk van Hudson. De benzinetank had een inhoud van 108 liter en was omhuld met vilt. Zou de benzinetank geraakt worden dan werd de benzine door het velt geabsorbeerd en eenmaal verzadigd werd de brandstof afgevoerd naar buiten. In de toren, die volledig kon ronddraaien, kwam een 37mm-kanon of een machinegeweer. Enkele exemplaren kregen een radio. Aan boord konden 250 57mm-granaten worden meegevoerd of 5000 patronen voor het machinegeweer. In totaal zijn er 1000 exemplaren van de Mark I, met Buda motor, besteld  of afgeleverd.

## Operationele geschiedenis

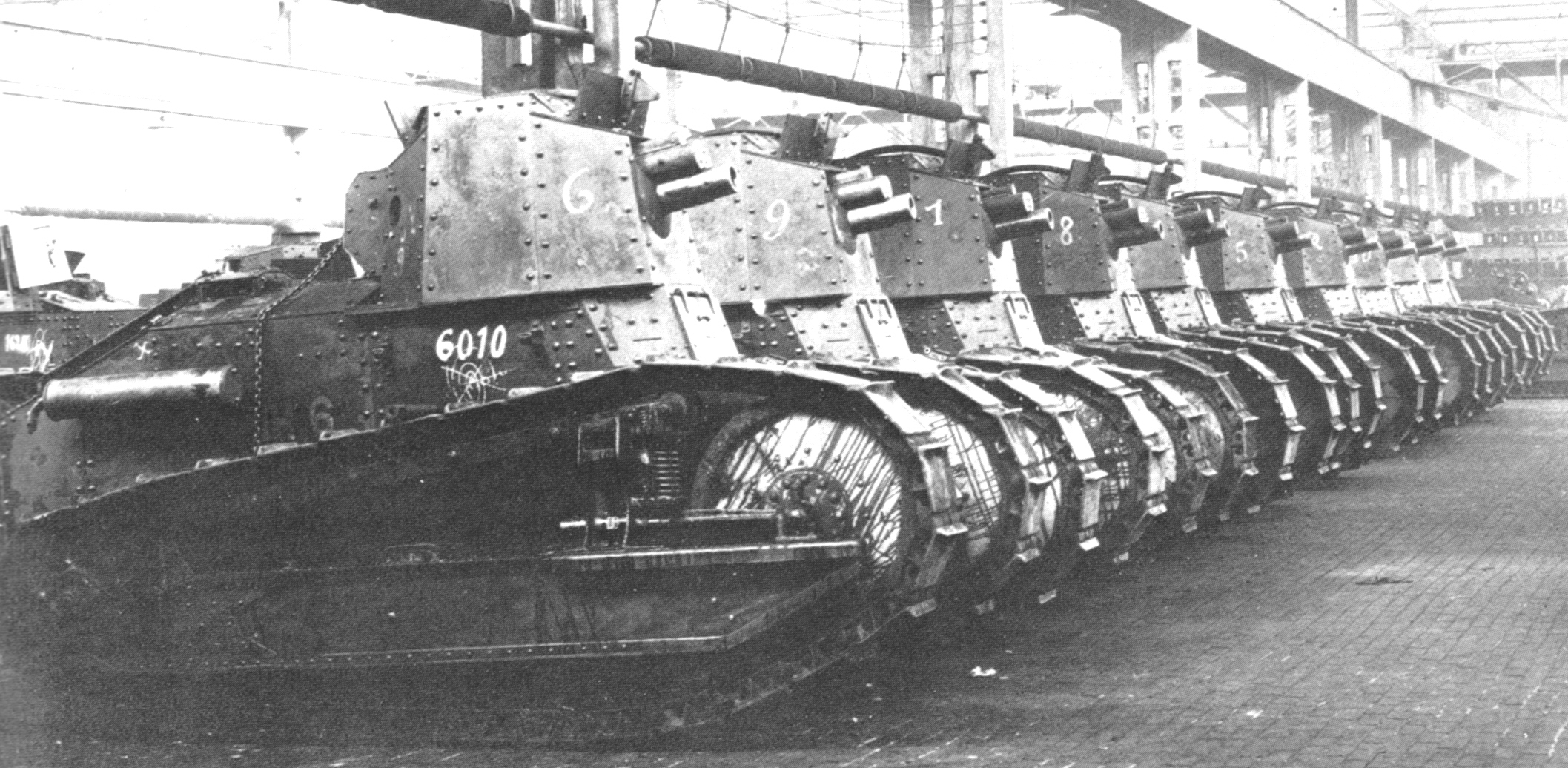
Een rij pas geproduceerde FT BS75 tanks in de fabriek, 1918. Deze rij vertegenwoordigt een kwart van de bekende productie. Het kanon is in de productieversie verplaatst van de romp naar een kazematopbouw die op een draaibare toren lijkt

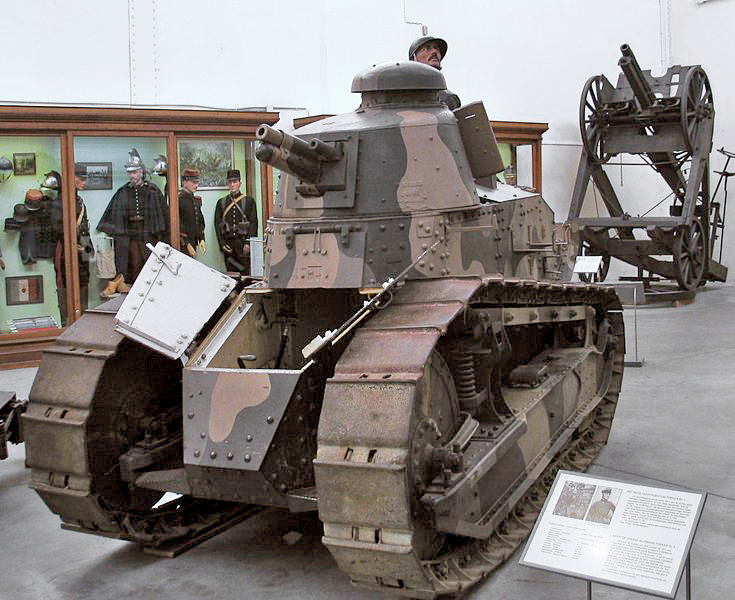
FT in het Koninklijk Museum van het Leger en de Krijgsgeschiedenis te Brussel (29 jan 2005)

De Entente maakt zich zo op om het Duitse Westelijk Front in 1919 met een overmacht van 20000 tanks te verpletteren. AS301-398, uit te rusten met de FT, worden al in de oprichtingsfase gebracht. Maar de oorlog zou heel anders en veel sneller aflopen dan verwacht.
Begin 1918 is het Duitse volk oorlogsmoe. Er is een stroom van Duitse overwinningen geweest aan het oostfront, in de Balkan en in Italië. En toch blijft de oorlog maar voortduren. De geallieerde zeeblokkade is langzaam bezig de hele Duitse economie te vernietigen. Er is geen olie en rubber meer en vrachtauto's en tractoren zijn stilgevallen. De paarden werken aan het front. De stijgende springstofproductie verkleint de kunstmestproductie. Iedere maand worden de kindergezichtjes holler. Het volk is aan het doodhongeren. Duizenden zijn die winter al doodgevroren toen hun kolenrantsoen op was.
Ludendorff, de Duitse Chef Generale Staf en de facto de militaire dictator van de Centralen, weet dat zijn regime nog zo'n winter niet zal overleven. Hij beseft ook dat de geallieerden in 1919 onoverwinnelijk zullen zijn. Dit is Duitslands laatste kans. Hij zal alles inzetten op een voorjaarsoffensief dat hoe dan ook de beslissing zal brengen, ten goede of ten kwade. Twee omstandigheden mogen de hoop rechtvaardigen dat dit offensief zal lukken. Het nieuwe bolsjewistische regime in Rusland, mede door Duitse manipulaties aan de macht geholpen, is bezig Rusland uit de oorlog terug te trekken - en zo kunnen 33 divisies van het oostfront naar het westen worden overgeheveld. Voor het eerst sinds 1914 heeft Duitsland daar weer een, klein, numeriek overwicht. En uit het oosten komt nog iets anders. De briljante tacticus generaal Oskar von Hutier neemt van het oostfront een nieuwe strijdmethode mee: de Infiltrationstaktik. Niet langer worden soldaten als een kudde schapen naar de slachtbank gedreven in zinloze massa-aanvallen. Kleine eenheden elitetroepen, de Sturmbataillone, concentreren zich op de zwakste punten van de vijandelijke verdediging om die met machinegeweren en vlammenwerpers te doorbreken.
Op 21 maart 1918 ruilt Duitsland zijn jarenlange verdediging in voor de beslissende aanval. Ludendorff deelt een eerste mokerslag uit tegen het Britse leger dat hij van het Franse denkt te kunnen splijten om het de Kanaalhavens in te drijven. De Kaiserslacht begint met een korte maar zeer hevige artilleriebeschieting op de meest kwetsbare doelen. Dan rukken de troepen op over een breedte van 75 kilometer. Al meteen volgt er een enorme deceptie: het sterkste Duitse leger, het 17e, loopt gelijk vast in de tweede Britse loopgraaf. De verliezen zijn ontstellend. De gruwelen van die dag branden een diepe overtuiging in de Duitse soldatenziel: het is misdadig een leger te laten aanvallen zonder tanks. Maar op de linkerflank waar von Hutier zelf met het 18e leger zijn eigen tactiek perfect uitvoert, is de uitkomst geheel anders. Het Britse 5e leger stort ineen. Hutier vordert op één dag 20 kilometer. Het Westelijk Front komt na vier jaar weer in beweging. Zo leren de Duitsers een tweede les: moderne tactieken helpen echt. Maar in de dagen daarna leren ze tot hun schande en schade de derde les. Met maar 23.000 vrachtwagens zonder benzine zijn ze niet in staat de opmars te bevoorraden. De troepen geven dus aan het opeten van buitgemaakte voedselmagazijnen prioriteit boven het marcheren. Moderne legers dienen gemotoriseerd te zijn. Die drie lessen: tanks, hoge kwaliteit en vrachtwagens, zullen de basis leggen voor de enorme Duitse successen in een volgende wereldoorlog.
Om de vaart erin te houden zet Ludendorff nog Duitslands schamele pantserwapen in, voornamelijk bestaande uit Beutepanzer van Britse komaf, en een handvol van de eerste Duitse tank, de A7V. Die laatste voeren op 24 april 1918 het eerste gevecht van tank tegen tank, met de Mark IV als tegenstander.
Als het hem toch niet lukt om Het Kanaal te bereiken, begint Ludendorff op het Franse leger in te beuken, waarvan de linkerflank nu open ligt. Hij drijft de Fransen richting Parijs.
Pétain had gehoopt in alle rust zijn tankmacht te kunnen opbouwen. Daar had hij veel tijd voor nodig, paradoxaal genoeg juist door de hoge productieorders. Die vergden grote fabrieken. Om diezelfde reden hadden de Fransen in 1916 een achterstand opgelopen ten opzichte van de Britten. Van het plan om al in juli 1917 een productie van 300 per maand te bereiken, komt niets terecht doordat de Britten het toegezegde pantserstaal niet leveren. De eerste productietank verlaat pas in september de fabriek. In oktober worden er dertig geproduceerd. Op 25 november zijn er 29 geleverd. Het probleem werd wat verholpen door ook Berliet, SOMUA en Delaunay-Belleville in te schakelen, maar desalniettemin waren er eind 1917 pas 84 FTs gebouwd (en 37 zonder bewapening afgeleverd); op 21 maart 182 geleverd; begin april 453 gebouwd. Pas in februari bereiken de eerste kanonnen ter inbouw de werkplaatsen. Op 3 april is de eerste AS gevechtsklaar. Drie AS worden op 8 april samengevoegd tot een eerste Batallion de Chars Légers dat op 4 mei gevechtsklaar is, drie BCL daarna tot een Régiment d'Artillerie Spéciale met een organieke sterkte van 225 tanks.
Op 31 mei 1918 dreigen de Duitsers door te breken en Pétain gooit noodgedwongen het eerste 501e RAS er tegenaan om het front te stabiliseren. Die noodgreep wordt een openbaring. Tanks, hoewel speciaal ontworpen voor het offensief, blijken perfecte verdedigingswapens. Als de vijand oprukt vallen ze gewoon in hetzelfde tempo terug, net zo lang tot de overlevenden het nutteloze van hun opmars inzien. En verder bewegen ze wat heen en weer zodat vijandelijke artilleriebeschietingen steeds op de verkeerde plek vallen. De aanval op Parijs is mislukt.
De positie van het Duitse leger is nu hopeloos. Het bevindt zich numeriek en moreel ernstig verzwakt met geringe munitievoorraden in onversterkte stellingen. Alleen een ogenblikkelijke terugneming in de betonnen fortificaties van de Hindenburglinie kan nog redding brengen. Maar Ludendorff kan de waarheid niet onder ogen zien en weigert het met zoveel bloed gewonnen terrein zomaar op te geven. Zo bezegelt hij het lot van zijn troepen.
Foch, door de crisissituatie benoemd als eerste geallieerd opperbevelhebber, laat op 18 juli 1918 eerst het Franse leger los. Met 245 Renault-, 100 Saint-Chamond- en 123 Schneidertanks wordt de grote saillant (frontboog) bij Soissons gereduceerd. Voor de eerste keer in vier jaar lukt een geallieerd offensief. Dan volgen op 8 augustus bij Amiens de legers van het Gemenebest. Zij hebben al tanks en vrachtwagens en hun tactiek is ook al een stuk moderner. Die dag schudt het Duitse leger op zijn grondvesten en stort dan in elkaar. De artillerie gaat goeddeels verloren en de vlucht van de Duitse troepen is niet meer te stoppen. Eindelijk komt de productie van de FT goed op gang en bereikt 664 in september. Die maanden worden er vijf RAS ingezet en die drijven les Boches voor zich uit tot de wapenstilstand van 11 november 1918. De FT wordt de Char de la Victoire.

## Interbellum
Op 11 november 1918 waren er 2697 FT's aan het leger overgedragen, waarvan er 440 in de strijd verloren gingen. Door het uitlopen van de orders tot in 1919 werden er nog 480 extra geleverd tot een totaal van 3177. Anders dan de Schneiders en St Chamonds worden die niet naar de schroothoop verwezen. Het materieel geldt immers als hypermodern. Daarbij was er simpelweg geen geld voor nieuwe tankaankopen. Tot eind jaren dertig vormen de FT's dus de hoofdmassa van het Franse tankpark. Ze maken zo ook deel uit van de expeditielegers die naar Odessa en Polen gestuurd worden om tegen het Rode Leger te vechten. In 1921 en 1933 helpen ze het Berberverzet te breken in het Atlasgebergte. Begin jaren dertig wordt bij de 1580 nog resterende chars mitrailleurs de 7,92 mm ("8 mm") Hotchkiss vervangen door een 7,5 mm Reibel mitrailleuse. De tankrijscholen gebruiken 350 van deze tanks. Als midden jaren dertig de productie op gang komt van verschillende types lichte infanterietank, moeten de FT's met 37 mm kanon dat aan de nieuwelingen afstaan. Alleen de tanks in de koloniën behouden hun geschut. De vrijkomende casco's worden, samen met alle geborgen tankwrakken voor een genoemd totaal van 1235, ingezet voor de fabricage van mortierdragers, mijnenruimers, bruggenleggers, telefoonkabeltrekkers en draadgeleide rupsbommen.

Een Renault FT 17 in Amerikaanse dienst; de koepel is naar achteren gedraaid

In 1918 worden er 514 FT's aan de troepen van de Verenigde Staten uitgeleend, want de productie van de Amerikaanse versie, de Six-Ton Tank Model 1917 was net op gang gekomen: van de 64 voor het eind van de oorlog geproduceerde tanks, bereikten er maar tien op tijd Frankrijk en zelfs die kwamen te laat om aan het gevecht deel te nemen. De Amerikanen geven 297 van de geleende tanks meteen terug. De Amerikaanse versie wordt tot in 1919 doorgeproduceerd tot een totaal van 950 tanks. Drie tanks werden in juni 1918 aan de Italianen overgedragen. De Fransen zelf beschikten in 1919 dus nog over minstens 2517 FT's, maar dat zou niet lang duren.
Andere landen die geïnteresseerd zijn in het opzetten van een eigen pantsermacht, kiezen zonder uitzondering voor de meer geavanceerde Franse tanks en laten de Britse links liggen. De FT is een exportproduct naar: Finland(34), Estland(12), Litouwen(12), Polen(164), Roemenië(72), Joegoslavië(8), Tsjecho-Slowakije(7), België(54), Spanje(12), China(36), Brazilië(12), Zwitserland(2), Zweden(1), Japan(?), Turkije(?), Iran(?) en zelfs Nederland dat één voertuig verwerft met als doel de tankversperringen bij fortificaties te testen.
Later vinden veel tanks toch nog hun weg terug naar het moederland. Een gedeelte van de leveranties aan Polen en Roemenië, en vermoedelijk het leeuwendeel van de naar de Verenigde Staten meegenomen tanks, wordt weer naar Frankrijk verscheept. Menig tankhistoricus is hierdoor op het verkeerde been gezet en heeft bij het getal van 1580 nog eens de casco's (1235) en apart de wrakken (440) opgeteld, om vermeerderend met de Amerikaanse tanks (217) en de minimale export (430) op een minimumproductie van 3902 uit te komen - een manifest te hoog getal. Aan de andere kant kan het aantal van 3177 niet direct door primaire bronnen bevestigd worden. In veel boeken spreekt men losjes van 3700 à 3800 tanks. Deze schatting is meestal gebaseerd op een inventarisatie uit 1921, waar gesproken wordt over 3728 tanks. Op dat moment waren er echter al 120 tanks aan Polen overgedragen; telt men hier de wrakken en de Amerikaanse tanks bij op, dan overschrijdt het totaal de 4500! Het getal van 3728 is echter niet direct bruikbaar want het is een som die een dubbeltelling bevat: 155 trainingtanks zijn apart vermeld maar ook nog opgenomen in een (alleen maar geschatte) restcategorie van 2100, die ook de wrakken bevat. De inventarisatie geeft echter wel een exact getal voor de dan nog in Frankrijk aanwezige chars à canon 37: 1246. Als we dan ook nog weten dat van de wrakken er 70 volledig herbouwd werden, komen we op een minimumproductie van 3543 (1580+1246+370+188+39+120). Aangenomen dat een derde van de verdere export uit chars mitrailleurs bestond en er een twee dozijn experimentele tanks waren, leidt al dit rekenwerk ons tot een zeer ruwe schatting van 3675 voertuigen van alle typen. De discrepantie met het totaal van alle directe leveringen aan het leger: 3177, kan verklaard worden door aan te nemen dat de (514) tanks in 1918 rechtstreeks uit de fabriek aan de Amerikaanse troepen overgedragen zijn. De vooronderstelling is dus verleidelijk dat het zo gevonden totaal van 3691 het exacte productieaantal is; zij kan niet strikt worden bewezen, maar ligt zeer dicht bij het gecorrigeerde inventarisatiegetal uit 1921: 3728-155+120 = 3693.
In de gelukkige jaren twintig wordt het tempo van de militaire productie steeds trager. De technische ontwikkelingen gaan des te sneller. Er worden voertuigen ontwikkeld die mechanisch veel beter zijn dan de FT. Toch doet dat niet helemaal afbreuk aan de reputatie van de nu verouderde tank, want veel van de nieuwkomers zijn diens directe afstammelingen.
Frankrijk ontwikkelt uit de FT de FT Kégresse, die een verbeterd loopwerk krijgt. Die doet, via de NC1 en NC2, weer het licht zien aan de Char D1 en daaruit evolueert de Char D2.
Polen bouwt in 1926 27 ongepantserde trainingstanks van reserveonderdelen en nieuwe ijzerplaten; ook ontwikkelt men in 1925 een lichtere rupsband met kleinere schakels die op minstens 65 voertuigen aangebracht wordt.
Italië bouwt de FT om tot de FIAT 3000, tot eind jaren dertig de standaardtank van het Italiaanse leger. Dit maar weinig veranderde model wordt ook geleverd aan Letland, Denemarken, Ethiopië en Albanië.
Japan laat de FT Kegresse het beginpunt zijn van de eigen zeer ingewikkelde tankresearch.
De Sovjet-Unie maakt bij het terugslaan van de Franse expeditielegers en de door Frankrijk uitgeruste Witte troepen een aantal FT's buit. Als allereerste tank wordt er een kopie van de FT in productie genomen. Die geeft aanleiding tot een groot aantal prototypes in de jaren twintig. Als Stalin de wapenwedloop van de jaren dertig begint, is de eerste tank die in massaproductie genomen wordt de T-18 die nog sterk op zijn voorvader gelijkt.

## Tsjecho-Slowakije
Na de oprichting van Tsjecho-Slowakije in 1918 werd er begonnen aan de opbouw van een leger naar de Europese standaarden. De tank werd echter met argwaan aanschouwd. Vuursteun voor troepen was immers weggelegd voor pantservoertuigen en eventueel pantsertreinen. Het succes van de tank in de Eerste Wereldoorlog werd echter niet genegeerd.
Eind 1919 toonde het Tsjecho-Slowaakse leger interesse in de Renault FT. Er werden 75 stuks besteld waarmee een bedrag gemoeid was van ongeveer 50 miljoen CSK (Tsjecho-Slowaakse Kroon). Om meerdere redenen werd de aankoop, dankzij het ministerie van financiën, geannuleerd. De Fransen waren hierdoor zo verontwaardigd dat ze weigerden om ook maar één voertuig te leveren. Uiteindelijk werd er weer langzaam toenadering gezocht en na vele onderhandelingen werd er in 1921 één voertuig besteld. Hierop volgde een bestelling van vier stuks in 1923. Van deze vijf voertuigen waren er drie uitgerust met een 37mm kanon en twee met 7,92mm machinegeweren. Aan het einde van 1923 werden er nog een commandotank en een tank met radio bijbesteld. Zo kwam het totaal op zeven stuks.
De tanks werden zeer intensief gebruikt voor de opleiding van tankbemanningen, maar ook voor samenwerkingsoefeningen met de infanterie en cavalerie. Daarnaast namen de tanks deel aan militaire parades. Door het zware gebruik waren de tanks onderhevig aan slijtage in 1927 en 1928 moesten ze alle herbouwd worden. In 1933 moest één tank, vanwege zware slijtage, worden gesloopt. De koepel met bewapening werd overgeplaatst op de tank met radio en de radio werd verwijderd. In 1935 werden er twee gesloopt en een vierde in 1936. De drie overgebleven tanks bleven tot 1939 in dienst en werden na de Duitse inval opgeslagen. Ze werden niet door de bezetters in beslag genomen, vermoedelijk zijn ze uiteindelijk aan het begin van de jaren vijftig gesloopt.
De tanks hadden een kaki camouflage kleur met daarop zwarte, kronkelende lijnen. Ze droegen de registratienummers 51-57. Aan –het begin van de jaren 30 werden de tanks opnieuw geschilderd in een standaard driekleuren camouflagepatroon, groen, geel en bruin. Ook kregen ze de nieuwe registratienummers 13.006-13.012. Het ontwerp van de FT had veel invloed op de vroege tankontwerpen uit Tsjecho-Slowakije.
In de jaren twintig werden er op basis van het ontwerp van de FT enkele mock-ups gemaakt van hout en canvas, een simpele, goedkope en efficiënte manier. Deze modellen werden gebruikt voor training. Het woog ongeveer 60 kg.

## Afloop

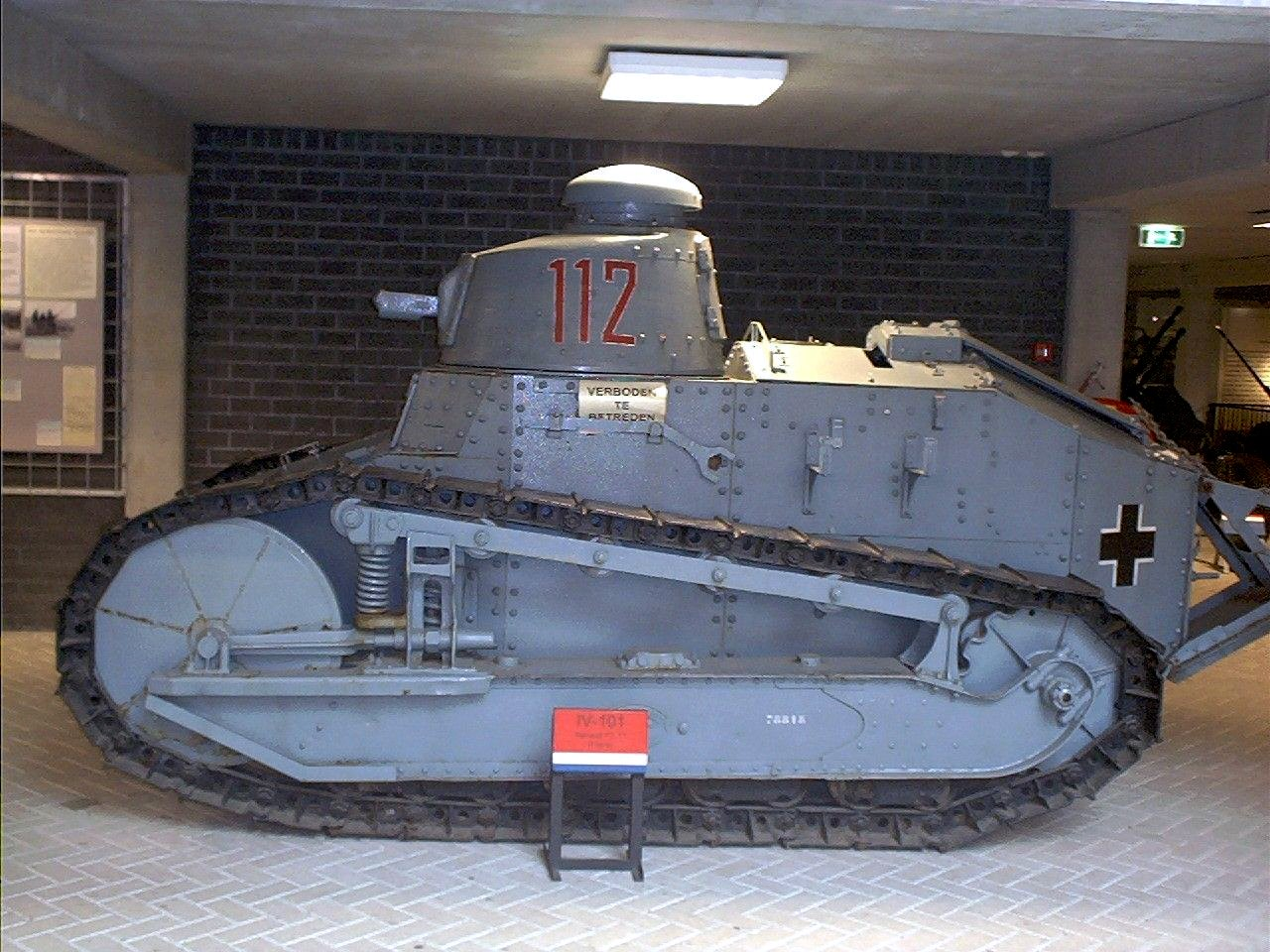
De FT in Oorlogsmuseum Overloon. Deze werd door Duitse vliegveldverdedigingstroepen achtergelaten in Volkel, Nederland.

Met de FT liep het niet goed af. De vijand die hij in 1918 het land uitdreef, komt in 1940 terug, maar nu met duizenden tanks, honderdduizenden vrachtwagens en een superieure tactiek. Maar het is nog steeds de oude tank die de moderne tegenstander moet helpen bestrijden. In de organieke sterkte van het Franse leger bevinden zich acht bataljons met ieder 63 FT's en drie onafhankelijke compagnies van tien, dus in totaal 534 stuks. Is het vreemd dat zo de gedachte ontstond dat de snelle nederlaag te wijten was aan verouderd materieel en een al even verouderde tactiek, beide nog stammend uit de Eerste Wereldoorlog? Toch is dit een volstrekte misvatting. Het Franse leger van 1940 heeft meer moderne tanks en is ook over het algemeen beter bewapend dan de Duitse aanvaller. Met zijn tactiek is in beginsel niets mis. De catastrofe van mei 1940 wordt veroorzaakt door een foute toepassing van die tactiek, dus door een falende strategie. En door pure pech.
Als de sterkste Franse eenheden door de Duitse opmars naar Het Kanaal zijn afgesneden, wordt als noodmaatregel de hele Franse materieelreserve naar het front gestuurd. Daaronder bevinden zich 575 FT's. Daarnaast werden er al 115 secties FT's gevormd voor vliegveldbewaking tegen parachutisten. Na de Franse capitulatie zetten de Duitsers honderd van de 1704 buitgemaakte FT's voor datzelfde doel in, ook in Luftgaukommando Belgien und Nordfrankreich (30) en Luftgaukommando Holland (25). Zo'n 650 andere worden gebruikt voor politietaken.
Als Canada in 1940 zijn tankeenheden wil opbouwen, kan het moederland geen tanks missen. 329 oude Amerikaanse Six Ton Tanks worden dan voor de training aangeschaft. Voor dat doel worden er later ook 202 aan het UK zelf geleverd.
De laatste inzet vindt de tank in de Franse koloniën Syrië, Algerije en in 1945 nog tegen de Japanners in Vietnam.

## Gebruik
De Renault FT is gebruikt door: Afghanistan (8), België (75), Brazilië (12), Canada (236 M1917), China (ca. 60-90), Nazi-Duitsland (ca. 1700), Estland (12), Filipijnen, Finland (34), Frankrijk (ca. 4500), Iran, Italië (100), Japan (1), Kroatië, Litouwen (12), Nederland (1), Polen (174), Roemenië (72), Rusland (Witten), Sovjet-Unie, Spanje (12), Tsjecho-Slowakije (7), Turkije, Verenigd Koninkrijk, Verenigde Staten, Joegoslavië (56), Zweden (1), Zwitserland (2).

## Huidige exemplaren
Tegenwoordig bevinden zich vele exemplaren in verzamelingen over de hele wereld. In Nederland staat er een in het Nationaal Militair Museum te Soesterberg en in Oorlogsmuseum Overloon. Vanzelfsprekend gaat het in geen van beide gevallen om het enige exemplaar dat Nederland voor de oorlog aanschafte. Ook zijn ze niet met de Franse opmars van mei 1940 meegekomen. Het waren Duitse Beutepanzer. In België toont het Koninklijk Museum van het Leger en de Krijgsgeschiedenis in Brussel een exemplaar.

## Varia
In 1917 ontwierp Louis Cartier een klein, rechthoekig horloge met een stalen schakelband, bestemd voor officieren aan het front. Cartier was het merk, Tank het model. Zowel de vormgeving als de functionaliteit waren geïnspireerd door de Renault FT, en beide verschenen in 1918 aan het front.